# TV Cidade Verde Cuiabá
TV Cidade Verde é uma emissora de televisão brasileira, com sede em Cuiabá, Capital do estado Mato Grosso. Opera no canal 12 (41 UHF digital), sendo a geradora da Rede Cidade Verde com maior abrangência no estado e está presente em 80% do Estado, cobrindo os 101 municípios e os 5 distritos mato-grossenses.
A emissora foi afiliada ao SBT durante 18 anos, de 1991 até dia 16 de maio de 2009, quando o dono da rede, Luiz Carlos Beccari, anunciou no dia 15 de maio, a afiliação com a Rede Bandeirantes. Em 1.º de setembro de 2019 a emissora deixou de ser afiliada a Rede Bandeirantes para operar com programação independente.

## História

### SBT (1991-2009)
A emissora foi inaugurada em 12 de setembro de 1991, como afiliada do SBT. Nos anos 1990, a emissora dividia a vice-liderança com a TV Rondon que retransmitia a Manchete, embora enfrentasse a concorrência com outras emissoras, consolidando a vice-liderança no final da década e metade da década de 2000. Ao mesmo tempo, instala emissoras no interior, passando cobrir 40% do estado na época.
Em 2006, a emissora faz cobertura sobre o Escândalo das Ambulâncias, que mais tarde passa ser conhecida como Escândalo dos Sanguessugas, gerando matérias diárias para os telejornais do SBT como o Jornal do SBT Manhã, SBT Brasil e o Jornal do SBT.

### Rompimento com o SBT e afiliação com a Rede Bandeirantes (2009-2019)
Desde 2004, a emissora cuiabana tentava formar a Rede Cidade Verde com as emissoras de Beccari no estado, mas a resistência de afiliadas à rede no interior matogrossense e problemas com a rede por causa disso, criaram empecilhos para a sua formação.
Em 15 de maio de 2009, em entrevista ao blog RD News, o proprietário da emissora anunciou o rompimento do contrato da afiliação de 18 anos com Sistema Brasileiro de Televisão, após a rede se recusar, durante cinco anos, a formar uma rede regional que transmitiria com exclusividade o sinal do SBT no Mato Grosso. O empresário criticou o tratamento que o apresentador Silvio Santos, proprietário do SBT, dá às suas afiliadas além da programação instável e sujeitas a modificações constantes, ao contrário das outras redes: “No SBT fiquei cinco anos tentando construir uma rede e não consegui, porque não há uma política da empresa que priorize esse tipo de projeto. Nós temos nove emissoras no interior, e agora chegaremos com o novo canal às 101 cidades do Estado.”, explicou o empresário. A emissora acaba assinando com a Rede Bandeirantes, que era retransmitida pela TV Brasil Oeste desde 1980. A Cidade Verde negociava secretamente com a rede havia três meses. Com a mudança, a Brasil Oeste se afiliou à Rede 21, que estava arrendada à Igreja Mundial do Poder de Deus.
No dia seguinte, a emissora troca o SBT pela Band. A última exibição das imagens do SBT em Cuiabá foi após o término da sessão de filmes Tela de Sucessos, quando passa a ser exibido o Jornal da Noite. Com a mudança de rede, a Cidade Verde de Cuiabá se alinhou com suas outras emissoras no interior do estado.
No dia 19 de maio, o SBT divulgou nota em que admite que a emissora deixou a rede:
| “ | Comunicamos que a TV Cidade Verde de Cuiabá, estado Mato Grosso, deixou de integrar o SBT, desde o último sábado 16/05/09. Nos próximos 60 dias nosso sinal será restabelecido nas localidades cobertas pela TV Cidade Verde, a qual tomou a decisão de se desligar da SBT, pois gostaria de ter exclusividade em toda cobertura do Mato Grosso, o que obrigaria o SBT a desfiliar 12 emissoras espalhadas pelo estado e que já operam com o SBT há muitos anos. O respeito que temos com nossos afiliados e também pelos nossos compromissos, nos fez concordar com a decisão tomada pela TV Cidade Verde. | ” |

A mudança de bandeira causou muita repercussão pelo país, pois o SBT simplesmente saiu fora do ar, já que após o rompimento da TV Cidade Verde tornou-se a única capital brasileira sem nenhuma afiliada da rede, limitando-se apenas a TV por assinatura local e nacional ou por antenas parabólicas.
Após implantar seu canal digital por definitivo em 2013 a TV Cidade Verde Cuiabá foi nomeada como Band Mato Grosso, o mesmo nome adotada pela antiga afiliada TV Brasil Oeste entre 2005 a 2009. O nome da emissora permanece até 2017.

### Programação independente (2019-presente)
Desde o dia 1º de setembro de 2019, a emissora deixou de retransmitir a Rede Bandeirantes após 10 anos de afiliação, passando a se tornar independente, apostando em produções regionais e na expansão de sinal para todo o território do Mato Grosso. Um dos principais motivos para o fim da parceria é a crise financeira que o canal paulista anda passando desde 2014, culminando em atrasos no pagamento de repasses do uso do sinal a rede mato-grossense, chegando até mesmo a uma tentativa de acordo, mas sem sucesso.